# 1054
| [ Edytuj tabelę ]          |                                                   |
| Książę Polski              | - 1034 Kazimierz I Odnowiciel 1058                |
| Król Angkoru               | - 1048 Udajaditjawarman II 1066                   |
| Król Anglii                | - 1042 Edward Wyznawca 1066                       |
| Król Aragonii i Nawarry    | - 1035 Ramiro I 1063                              |
| Hrabia Barcelony           | - 1035 Rajmund Berengar I 1076                    |
| Książę Bawarii             | - 1053 Henryk VIII 1054 - 1054 Konrad II 1055     |
| Książę Burgundii           | - 1032 Robert I 1076                              |
| Cesarz Bizancjum           | - 1042 Konstantyn IX Monomach 1055                |
| Cesarz Chin                | - 1022 Song Renzong 1063                          |
| Książę Czech               | - 1035 Brzetysław I 1055                          |
| Król Danii                 | - 1047 Swen II Estrydsen 1074                     |
| Władca Egiptu              | - 1036 Al-Mustansir 1094                          |
| Król Francji               | - 1031 Henryk I 1060                              |
| Król Gruzji                | - 1027 Bagrat IV 1072                             |
| Hrabia Holandii            | - 1049 Floris I 1061                              |
| Cesarz Japonii             | - 1045 Go-Reizei 1068                             |
| Kalif                      | - 1031 Al-Ka’im 1075                              |
| Król Kastylii              | - 1035 Ferdynand I Wielki 1065                    |
| Wielki książę Kijowa       | - 1019 Jarosław Mądry 1054 - 1054 Izjasław I 1068 |
| Patriarcha Konstantynopola | - 1043 Michał I Cerulariusz 1058                  |
| Władca Korei               | - 1046 Munjong 1083                               |
| Król Leónu                 | - 1037 Ferdynand I Wielki 1065                    |
| Król Norwegii              | - 1045 Harald III Srogi 1066                      |
| Książę Obodrzyców          | - 1043 Gotszalk 1066                              |
| Hrabia Palatynatu          | - 1045 Henryk I ze Szwabii 1061                   |
| Papież                     | - 1049 Leon IX 1054                               |
| Hrabia Portugalii          | - 1050 Nuno II 1071                               |
| Cesarz rzymski (niemiecki) | - 1046 Henryk III 1056                            |
| Książę Saksonii            | - 1011 Bernard II 1059                            |
| Król Szkocji               | - 1040 Makbet 1057                                |
| Król Szwecji               | - 1050 Emund Stary 1060                           |
| Doża Wenecji               | - 1043 Domenico Contarini 1071                    |
| Król Węgier                | - 1047 Andrzej I 1061                             |

Rok 1054 / MLIV
stulecia: X wiek ~
XI wiek ~
XII wiek

lata: 1044 «
1049 «
1050 «
1051 «
1052 «
1053 «
1054
» 1055
» 1056
» 1057
» 1058
» 1059
» 1064

## Wydarzenia w Polsce
- 22 maja – w Quedlinburgu miała miejsce cesarska mediacja w sprawie Śląska. Henryk III pozostawił Śląsk przy Polsce w zamian za trybut na rzecz Czech.

## Wydarzenia na świecie
- 22 maja – odbył się zjazd w Kwedlinburgu, gdzie doszło do ugody granicznej między Kazimierzem I Odnowicielem a księciem czeskim Brzetysławem I.
- 4 lipca – w gwiazdozbiorze Byka wybuchła supernowa SN 1054 o jasności dorównującej Wenus. Jej pozostałością jest Mgławica Krab. Została zaobserwowana przez chińskich astronomów.
- 16 lipca – wysłannik papieża nałożył ekskomunikę na patriarchę Konstantynopola Michała I Cerulariusza. Rozpoczęła się wieka schizma wschodnia – zerwanie jedności Kościoła zachodniego i wschodniego.
- Akt sukcesyjny Jarosława Mądrego – początek rozbicia dzielnicowego na Rusi.
- Król Szkocji Makbet został pokonany w bitwie pod Dunsinnan (Dunsinane) przez earla Northumbrii Siwarda.
- Król Kastylii Ferdynand I wznowił rekonkwistę.

## Urodzili się
- Al-Hariri, arabski poeta i uczony (zm. 1122)
- Judyta Maria Szwabska, żona króla Węgier Salomona, a następnie księcia polskiego Władysława I Hermana (zm. 1105)

## Zmarli
- 20 lutego – Jarosław I Mądry, wielki książę kijowski (ur. 978)
- 19 kwietnia – Leon IX, święty kościoła katolickiego papież (ur. 1002)

## Zdarzenia astronomiczne
- 24 kwietnia – półcieniowe zaćmienie Księżyca
- 10 maja – całkowite zaćmienie Słońca
- 24 maja – półcieniowe zaćmienie Księżyca
- 4 lipca – w gwiazdozbiorze Byka została zaobserwowana supernowa SN 1054 o jasności dorównującej Wenus. Jej pozostałością jest słynna Mgławica Kraba i pulsar PSR B0531+21
- 19 października – półcieniowe zaćmienie Księżyca
- 2 listopada – obrączkowe zaćmienie Słońca
- 18 listopada – półcieniowe zaćmienie Księżyca